# Frederick Morris Warren
Frederick Morris Warren  (* 1859; † 1931) war ein US-amerikanischer Romanist.

## Leben und Werk
Warren studierte am McDaniel College in Westminster (Maryland). Er promovierte 1887 an der Johns Hopkins University mit der Arbeit The world of Corneille. A study of popular movements and notions as seen in his works und wurde Professor am Adelbert College in Cleveland, dann Professor für neuere Sprachen an der Yale University.

Warren war 1907 Präsident der Modern Language Association of America.

## Werke
- A primer of French literature, Boston 1889
- (Hrsg.) Jules Sandeau, Mademoiselle de La Seiglière, Boston 1890
- (Hrsg.) Selections from Victor Hugo. Prose and verse, New York 1893
- A history of the novel previous to the seventeenth century, New York 1895, Folcroft 1969, 1976, Norwood 1977, 2009
- (Hrsg.) Corneilles̕ Le Cid, Boston 1895
- (Hrsg.) Molière’s Le bourgeois gentilhomme, Boston 1899
- (Hrsg.) French prose of the XVII century, Boston 1899
- (Hrsg.) A. de Lamartine, Graziella, Boston 1900
- (Hrsg.) Jean Racine, Andromaque. Britannicus. Athalie, New York 1903; 3 Bde., 1909
- Ten Frenchmen of the nineteenth century, Chattauqua 1904 (Guizot. Fourier.Thiers. Gambetta. Victor Hugo. Balzac. Zola. Renan. Pasteur. De Lesseps)
- (Hrsg.) Selections from Les caractères of La Bruyère, Boston 1906
- (Hrsg.) Selections from Pascal, Boston 1906